# Франкфорт (Индиана)
Франкфорт (англ. Frankfort) — город и административный центр округа Клинтон в штате Индиана в Соединённых Штатах Америки.
Согласно данным переписи населения США 2020 года число жителей города 
составляло 16 715 человек.

## История
Братья Джон, Уильям и Николас Пенс из округа Уоррен, штат Огайо, поселились на земле, на которой сейчас стоит Франкфорт, в 1829 году, получив от правительства права на неё за год до этого. В 1830 году братья пожертвовали 60 акров (240 000 м2) земли окружным комиссарам, для создания окружного центра на этом месте, а не в Джефферсоне, общине, которая также боролась за эту честь. Новый город был назван Франкфортом по просьбе братьев и в честь дома их немецких прабабушек и прадедушек из Франкфурта-на-Майне.
Несколько архитектурных сооружений города включены в Национальный реестр исторических мест США.

## География
Согласно данным Бюро переписи населения США, общая площадь Франкфорта составляет 6,31 квадратных миль (16,34 км2), вся эта территория приходится на сушу.